# Normanska arhitektura
Izraz normanska arhitektura se uporablja za razvrstitev slogov romanske arhitekture, ki so jo razvili Normani v različnih deželah, ki so bile pod njihovo oblastjo ali vplivom v 11. in 12. stoletju. Izraz se uporablja za angleško romansko arhitekturo. Normani so zgradili veliko gradov, utrdb, tudi normanski keep – bivalno-obrambni grad, samostane, opatije, cerkve in stolnice, vse v slogu z običajnimi romanskimi zaobljenimi loki (predvsem prek oken in vrat) in ogromnih razsežnosti v primerjavi z drugimi regionalnimi slogi.

## Izvor
Ta romanski slog izvira iz Normandije in je postal zelo razširjen v severozahodni Evropi, predvsem v Angliji in Walesu, ki ga je zelo razvila in ima največ ohranjenih primerov. Ob približno istem času so Normani vladali na Siciliji, ki pozna posebno različico z bizantinskimi in saracenskimi vplivi ter je znana kot sicilska romanika. Starorimski izumi loka so osnova vse normanske arhitekture.
Anglonormanska arhitektura je nastala po normanski osvojitvi Anglije pod vodstvom Viljema Osvajalca (1066–1087) leta 1066 Normani so prinesli romansko arhitekturo iz Normandije v Anglijo. Velike romanske cerkve Jumièges (1037–1067), opatijska cerkev Mont Saint-Michel (1024–84), Sainte Trinité in opatija Saint-Étienne, Caen (začete leta 1062 in 1064), nastale pod Viljemom I., so bile zgled in kažejo podobne oblike, kot so se malo kasneje pojavile v osvojeni Angliji. Vendar pa najdemo normanske vplive tudi prej, kot je saško-normanski mešani slog iz okoli 1050 do 1065 v novi Westminstrski opatiji iz časa Edvarda Spoznavalca, ki je odrasel v izgnanstvu v Normandiji in poznal romansko arhitekturo.
Izraz so morda uporabljali učenjaki 18. stoletja, vendar je njegova uporaba v zaporedju slogov pripisana Thomasu Rickmanu (1817) v njegovem delu An Attempt to Discriminate the Styles of English Architecture from the Conquest to the Reformation (Poskus razločevanja sloga angleške arhitekture od osvojitve do reformacije), ki je uporabljal izraze normanski, zgodnjeangleški, decorated in perpendicular. Bolj vključujoč izraz romanska je bil uporabljen v romanskih jezikih leta 1715  in je od leta 1819 veljal za arhitekturo 11. in 12. stoletja. Čeprav je Edvard Spoznavalec zgradil Westminstrsko opatijo v romanskem slogu (zdaj je vse nadomeščeno s kasnejšimi prezidavami) tik pred zasedbo, še vedno verjamejo, da je prva večja romanska stavba v Angliji.

## Normanski lok
Normanski lok določa normansko arhitekturo. Veličastni oboki naj bi vzbudili strah in jih je zelo pogosto videti kot vhod v velike verske zgradbe, kot so stolnice.

## Normandija
Vikinški zavojevalci so prispeli ob ustje reke Sene leta 911, ko so se Franki borili na konjih in frankovski gospodarji gradili gradove. V naslednjem stoletju se je prebivalstvo na območju stopilo z Vikingi in se zdaj imenujejo Normani. Prevzeli so navade, pa tudi krščanstvo in langue d'oil (francoski dialekt). Normanski baroni so zgradili lesene gradove na zemeljskih vzpetinah in s tem začeli razvoj gradov mota ter velike kamnite cerkve v romanskem slogu Frankov. Leta 950 so začeli graditi kamnite  bivalno-obrambne gradove. Normani so od vseh narodov v Evropi največ potovali in spoznavali različne kulture, tudi na Bližnjem vzhodu, od katerih so prevzeli nekatere prvine v svojo umetnost in arhitekturo. Izdelali so zgodnjekrščanske načrte bazilike z vzdolžno in stranskima ladjama ter apsido in zahodno fasado z dvema stolpoma kot v opatijski cerkvi Saint-Étienne v Caenu v začetku leta 1067, ki je postala vzorec za večje angleške stolnice 20 let kasneje.

## Anglija

### Oblika
Prej veljavna anglosaška dvoranska stavba je imela malo skupnega z mogočnimi cerkvami normanske tradicije. Za velike novogradnje je bil pomemben dodatek razporeditev delov prostora, deli so enakovredni med seboj.
Pri okraševanju je normanski cikcakasti pas postal legendaren skupaj s cinami, verigami in valjčnimi vzorci, predvsem geometrijskimi oblikami.
Za obok je bila odločilna gradnja stolnice v Durhamu, ki je okoli 1104 kot prva v veliki cerkvi uvedla rebrasti obok v ladji, s čimer je spominjala na cerkev v Caenu in stolnico v Beauvaisu. Ta obočna oblika je začela svoj zmagoviti pohod po Evropi.
Ladje normanskih cerkev so presenetljivo podolgovate: stolnica St. Albans ima 10 obočnih pol, Winchester 11, stolnica Ely 13 in Norwich 14. Prečne ladje in kori so tudi podolgovati. V Normandiji je bilo največ korov z dvema obokoma, kasneje v Gloucestru, Chichestru in Lincolnu s tremi, v St. Albansu, Elyju in Norwichu s štirimi.
Po normanski tradiciji je bil prvotno kor stopničast (Westminster, Canterbury, Old Sarum, St. Albans, Rochester, Ely, Durham, Christchurch in Lincoln) in imel ambulatorij s kapelami (opatija Battle, Canterbury II, Winchester, Gloucester, Tewkesbury, Chichester in Norwich). Po prelomu stoletja se je slika pod vplivom reform spremenila in prednost je dobil pravokoten kor (Southwellov, Old Sarum II, Hereford, Romsey).
Tradicionalni normanski obrambni sistem se je spremenil na zahodu in severu Anglije, okrogli stebri so postali norma (Gloucester, Tewkesbury, Worksop, Dunfermline).

### Poseben razvoj
Zdi se, da se je poseben razvoj, verjetno v povezavi z Durhamom, začel na zahodu otoka, z visokimi okroglimi stebri v glavni ladji, visokimi do 9,30 metra, v Gloucestru (prva četrtina 12. stoletja) in Tewkesburyju. Na severu je temu načelu sledila opatija Dunfermline (1128–1150). Kot različica te višine se lahko verjetno šteje tudi podaljšanje arkade (Romsey, Jedburg, Oxford in Hereford). Na okroglih stebrih v zmernih razmerjih najdemo širitev v Southwellu, Carlislu, Malvernu, Chestru in Melbournu.
Če povzamemo, je do sredine 12. stoletja prevladoval slog iz Normandije, ko se telesna členitev stene začne raztapljati. Ritem sprememb in stene, prikrivanje debeline stene s polstebri, profili in okrasje, globina stratifikacije zgornjega nadstropja in postopno odpiranje stene so pomembne prvine. Čeprav so ti nujen pogoj za nastanek gotike, še vedno v romaniki prevladujeta masivnost in teža oblike. 
V Angliji so imeli normanski plemiči in škofje vpliv že pred normansko zasedbo leta 1066, ki je imel učinek na pozno anglosaško arhitekturo. Edvard Spoznavalec je bil izgnanec v Normandiji in je leta 1042 pripeljal zidarje za delo v Westminstrsko opatijo, prvo romansko zgradbo v Angliji. Leta 1051 je pripeljal normanske viteze, ki so zgradili gradove mota kot obrambo pred Valižani. Po vdoru so hitro gradili gradove mota in ob izbruhu gradbene dejavnosti zgradili cerkve in opatije, pa tudi bolj zapletene utrdbe, kot so normanski kamniti bivalno-obrambni gradovi.
Stavbe kažejo velike razsežnosti, enostavne geometrijske oblike, zid z majhnimi pasovi kiparskega okrasja, morda kot slepe arkade, koncentrične elemente okrog kapitelov, okrogel vrat in v timpanonu pod lokom. Normanski lok je krožni lok. Normanski frizi so okoli lokov vklesani ali zarezani z geometrijskim ornamentom, kot so vzorci V-oblike, pogosto jih imenujejo cikcakasti ornamenti. Cerkve v obliki latinskega križa so pogosto imele globoke prezbiterije in kvadraten stolp na križišču, ki je ostal v angleški cerkveni arhitekturi. Od leta 1083 dalje je bilo zgrajenih stotine župnijskih cerkva in ustanovljenih veliko stolnic.
Ko je ogenj poškodoval stolnico v Canterburyju leta 1174, so normanski zidarji vpeljali novo gotsko arhitekturo. Okoli 1191 sta nastali stolnici v Wellsu in Lincolnu v slogu angleške gotike in normanski slog je postal skromnejši slog pokrajinske arhitekture.

## Zunanjost
Zunanjost anglonormanske cerkve je logična predpostavka strukturnih načel notranjosti. Južna pristopna kapela v Norwichu s svojo strukturo in bogato korno pregrado je primer vzhodnega zaključka, ki se je prenašal iz Normandije (po zgledu na apsido cerkve La Trinité v Caenu). Fasada transepta sprejema normanski rizalit s stolpastimi strukturami na vogalih. Pediment je običajno razdeljen v slepa loka, niše in okrasne vdolbine (Norwich, Winchester, Southwell in Lincoln). Stena te stavbe je bila v zgodnjih fazah vedno preprosta (St. Albans in Winchester), nato pa jo začnejo vse bolj krasiti s slepimi loki in venci ob napuščih. V svetlobnem nadstropju je notranja postavitev uradno poslala zunanjost (Norwich, Ely, Peterborough). Normanski kvadratni stolp, še vedno v grobem sestavljen v 11. stoletju (St. Albans), je aktualen še v 12. stoletju s členitvijo s pilastri, vzorci in slepimi zasloni. To vodi ob prelomu stoletja do popolne rešetkaste stene v Norwichu.

## Zahodna fasada
Kritična prvina anglonormanske arhitekture je zahodna fasada z dvema stolpoma po zgledu St-Étienne in St. Trinité v Caenu in Jumiègesu. To prikazuje stolnica v Durhamu (1100) in v Southwellu (okoli 1130). Medtem ko stolpi v Southwellu še vedno stojijo nad stranskima ladjama, gredo v Durhamu dlje.
Drug pomemben element oblikovanja fasade so niše, kot je razvidno (do 1092) na veliki zahodni fasadi v Lincolnu: trojni večplastni portali že močno presegajo stranske ladje, motiv niš se prenaša na južno ožjo stran. Niše na fasadi se pojavijo kasneje v Tewkesburyju (1140).
Rochester dobi okoli sredine stoletja zahodna stolpa nad glavno ladjo in majhne robne stolpe nad stranskima ladjama. Slepe arkade so dekorativno razporejene po celotni fasadi.
Do leta 1174 je bil zgrajen širok zahodni transept v Elyju. S svojim mogočnim stolpom (kvadratni, masivni osrednji stolp in štirje osmerokotni stolpi nad transepti), zobčastimi členi (struktura fasade sledi stolpom zgoraj), horizontalnimi slepimi arkadami tvori enotnost, Ely je na pragu gotike.

## Okrasje
Tudi arhitekturna dekoracija sega v normansko tradicijo. Geometrijski vzorci, kot so trikotniki, cikcak, šahovnice, valji in pletenice, kroglice se pojavljajo v pasovih. Z njimi so okrašeni arhivolti na portalih, oknih, obokih in lokih galerij, slepih in drugih arkadah. Diamanti, luske in šahovnice izpolnjujejo obokane plošče in stene, tako je v Peterboroughu (transept in kor), Herefordu (ladja), Christchurchu (ladja) in Elyju (fasada). Rastlinski okraski krasijo stene portalov (Ely, Rochester, Lincoln itd). Figurativna plastika se pojavi na fasadah (Lincoln) in v timpanonu (Ely, Rochester, Malmesbury). Značilna sta cikcak ali V-okras v skupini (Durham, Gloucester, Ely, Peterborough itd) in prekrižana krožna korna pregrada (Durham, Ely, Worcester, Grad Acre itd.). Zanimiv je tudi okrasni relief valjastih stebrov (Durham, Dunfermline, Norwich, Waltham). Kapiteli so preproste kocke ali bogatejše nagubani (Winchester, Norwich, Dunfermline itd.). Običajno so stisnjeni ali skrčeni kot blazine.

## Škotska
Škotska je bila pod zgodnjim vplivom Normanov s plemiči na dvoru kralja Macbetha okoli leta 1050. Njegov naslednik Mael Coluim III. ga je strmoglavil z angleško in normansko pomočjo, njegova kraljica Margaret je spodbujala cerkev. Benediktinski red je ustanovil samostan v Dunfermlineju. Njen šesti in najmlajši sin, ki je postal kralj David, je zgradil kapelo svete Marjete na začetku 12. stoletja.

## Irska
Normani so prvič pristali na Irskem leta 1169. V petih letih gradnje gradov mota so hitro rasli in v nadaljnjih petih letih so že začeli graditi prve velike kamnite gradove. Na primer Hugh de Lacy je zgradil grad mota, ki ga je leta 1173 napadel in požgal irski kralj Ruaidrí Ua Conchobair, De Lacy pa je potem na istem kraju zgradil kamniti grad Trim v grofiji Meath, ki je z obzidjem obdajal več kot tri hektarje. V letih med 1177 in 1310 so nastali nekateri največji normanski gradovi na Irskem. Normani so se naselili predvsem na vzhodnem območju Irske, pozneje znanem kot Pale, in med drugim zgradili grad Swords v Fingalu (severna grofija Dublin), Dublinski grad in grad Carrickfergus v grofiji Antrim.

## Italija

### Južna Italija
Normani so začeli v Italiji graditi gradove že zelo zgodaj. William Iron Arm je zgradil enega na neznani lokaciji (Stridula) v Kalabriji leta 1045. Po smrti Roberta Guiscarda leta 1085 je polotok južne Italije doživel vrsto državljanskih vojn in bil pod nadzorom vse šibkejših knezov. Upori so bili značilni za regijo tudi v 12. stoletju, manjši gospodarji so se poskušali upreti vojvodski ali kraljevski moči znotraj svojih gradov. V deželi Molize so Normani začeli najbolj obsežen program gradnje gradov in predstavili tehniko opus gallicum (galsko delo je tehnika gradnje, kjer so bile narejene natančne luknje v kamen za vstavitev lesenih tramov za postavitev lesene infrastrukture) v Italijo. Njihova pametna uporaba lokalnih kamnosekov skupaj z velikim bogastvom, nabranim pri zasužnjenih prebivalcih, so omogočili take podvige, poskušali so celo posnemati nekatere od antičnih rimskih struktur.
Poleg gradov na podeželju so Normani postavili številne verske zgradbe, ki so še vedno ohranjene. Zgradili so svetišče v kraju Monte Sant'Angelo in mavzolej družine Hauteville pri Venosi. Zgradili so tudi številne nove latinske samostane, kot je slavni Sant'Eufemia v Lamezii).  Druge pomembne zgradbeso portal svetišča kraljice Marije v Angloni in ambulatorij ter stranske kapele stolnice v Aversi, v Salernu pa palača Fruscione.

### Sicilija
Normansko obdobje Sicilije je trajalo od približno 1070 do približno 1200. Arhitektura je bila sestavljena iz pozlačenih mozaikov, kot je v stolnici v Monrealu. Cappella Palatina v Palermu je bila zgrajena leta 1130 in je morda najlepši primer mozaikov v notranjosti kupole (bizantinski zgled), ki prikazuje Kristusa Pantokratorja skupaj z angeli.
Iz kasnejše sicilske normanske dobe zgodnjih gotskih vplivov je znana Messinska stolnica, posvečena leta 1197. Vendar pa je tu visok gotski zvonik poznejši in ni bil zgrajen v zgodnji gotiki v obdobju Normanov.

## Malta
Po normanskem osvajanju Malte leta 1091 se je začela gradnja več stavb. Mnoge so porušili in obnovili v preteklosti (zlasti po sicilskem potresu leta 1693, ki je uničil številne stare normanske stavbe), vendar je še vedno nekaj utrdb in hiš v Mdini in Vittoriosi.

## Prehodni slog
Kot kamnoseški slog se je razvijal in eksperimentiral z načini za premagovanje geometrijskih težav z banjasto obokanimi stropi, ki so jih predstavljali koničasti oboki, ki so bili kasneje značilni za gotski slog. Arhitekturni zgodovinarji in strokovnjaki menijo, da je treba slog oceniti kot celoto in ne kot skupek lastnosti, medtem ko nekateri vključujejo te spremembe v normanski ali romanski slog,  drugi pa jih opisujejo kot prehodno ali normansko-gotsko prehodno obdobje. Nekateri uporabljajo izraz normanska gotika, vendar ni jasno, ali se nanaša na prehodni slog ali normanski slog kot celoto.

## Neonormanski slog
Slog arhitekture, ki posnema dela normanske arhitekture iz 11. in 12. stoletja romanike v Veliki Britaniji in Normandiji, je neonormanski slog. Ta dela so vidna v številnih zgradbah in prostorih 20. stoletja, zlasti loki in stebri. V Manchestru sta taki nekdanja stavba borze (Stock Exchange) in sinagoga v Fallowfieldu.

## Galerija
- Abbaye-aux-Hommes, Caen
- Greencastle, grofija Down
- Grad pri Raviscanini
- Normanska palača v Palermu
- Pantokrator v apsidi stolnice v Cefalùju
- Stolnica v Palermu je nastala leta 1185 po naročilu Walterja Milla, anglonormanskega nadškofa Palerma in kralja Viljema II.
- Cerkveni stolp New Romney je primer angleške podeželske normanske arhitekture
- Winchestrska stolnica
- Grad Carrickfergus, Irska
- Palazzo Falson, Mdina, Malta okoli1494
- Palazzo Santa Sofia, Mdina, Malta okoli 1233 (prvo nadstropje)